# Alphonsea orthopetala
Alphonsea orthopetala är en kirimojaväxtart som beskrevs av Hiroshi Okada. Alphonsea orthopetala ingår i släktet Alphonsea och familjen kirimojaväxter. Inga underarter finns listade i Catalogue of Life.